# ولفگانگ لودویگ کرفت
 ولفگانگ لودویگ کرفت (انگلیسی: Wolfgang Ludwig Krafft؛ زاده ۲۵ اوت ۱۷۴۳ درگذشته ۲۰ نوامبر ۱۸۱۴) یک فیزیک‌دان، و ستاره‌شناس اهل آلمان بود.